# ハメーンリンナ
ハメーンリンナ (フィンランド語: Hämeenlinna [ˈhæmeːnˌlinːɑ]、スウェーデン語: Tavastehus) は、フィンランド、カンタ＝ハメ県の都市で同県の県庁所在地。ハメーンリンナ郡に属する。かつては、南スオミ州の州都でもあった。フィンランドの首都・ヘルシンキの北、約100kmにある。人口は67,994人 (2021年12月31日現在)である。

## 歴史

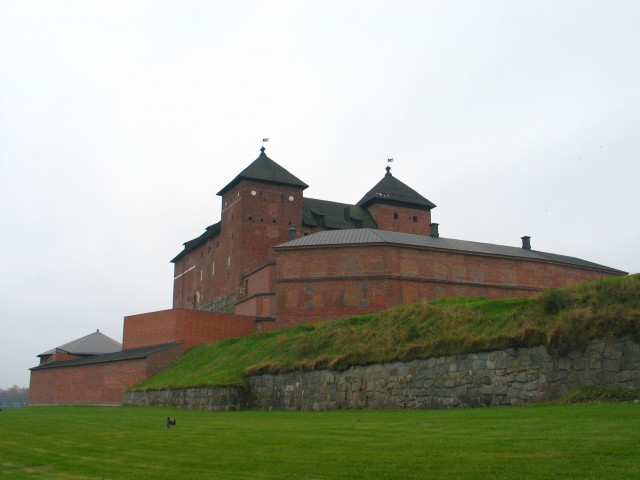
ハメ城

13世紀にスウェーデン人によって築かれたハメ城 (フィンランド語: Hämeen linna) が町の象徴となっている。1639年にスウェーデン国王によって憲章が発効した。フィンランドで最初の鉄道は1862年ハメーンリンナとヘルシンキの間に開通した。その時建設されたハメーンリンナ駅舎は1918年に起こったフィンランド内戦により破壊され1921年に再建された。

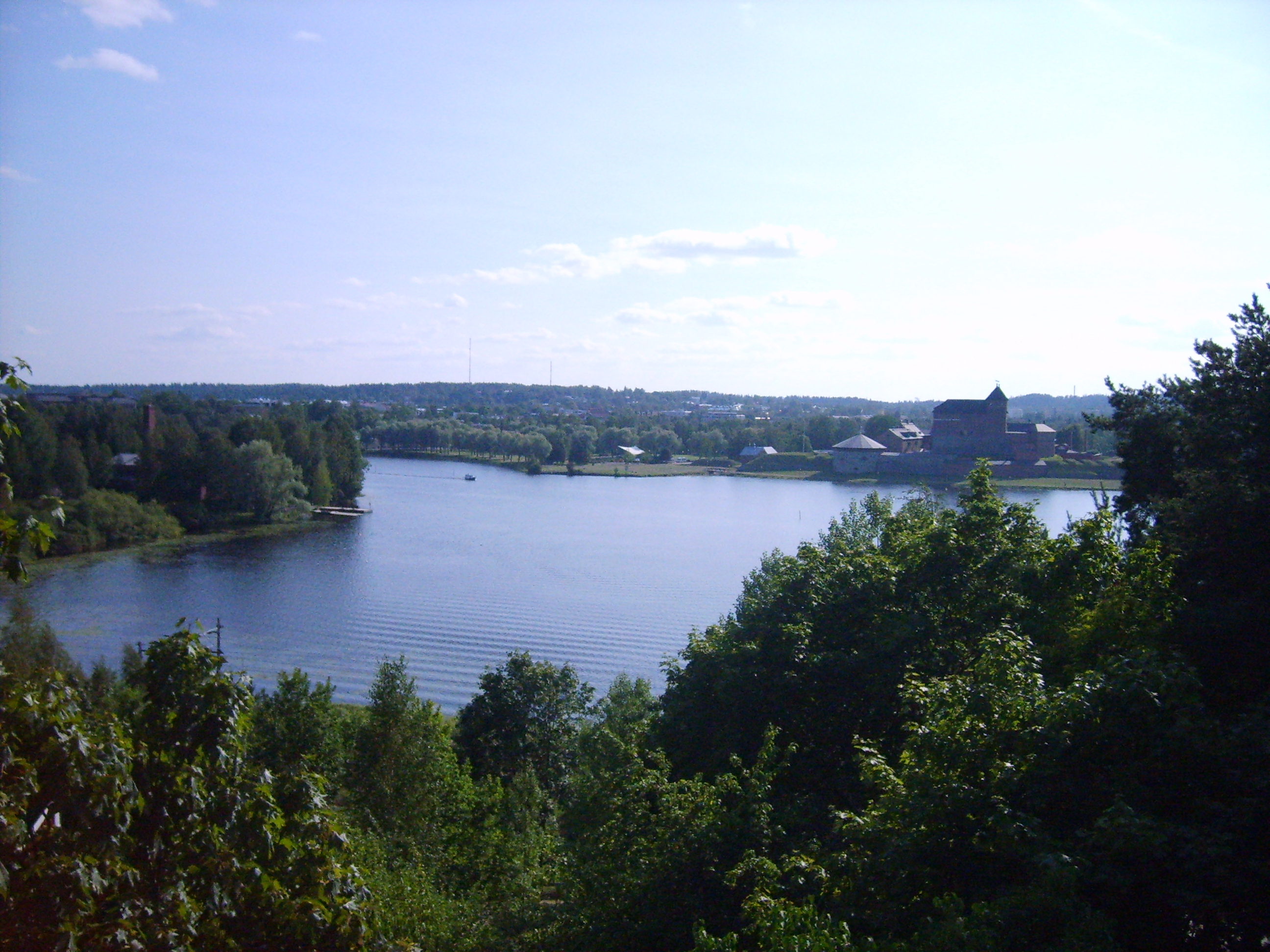
Vanajavesi湖とハーメンリンナの街

2009年1月1日に周辺のHauho、Kalvola、Lammi、レンコ、Tuulosと合併した。
合併前のハーメンリンナは面積185.1 km²、人口約4万8千人。

## ハメーンリンナ出身の人物
- エイヤ＝リーサ・アハティラ：アーティスト
- ジャン・シベリウス：作曲家[3]
- チュリサス：ヴァイキングメタル・フォークメタルバンド

## 姉妹都市
- バールム、ノルウェー
- ツェレ、ドイツ
- ヴァイマル、ドイツ
- Frederiksberg、デンマーク
- Qeqertarsuatsiaat、グリーンランド
- ハフナルフィヨルズゥル、アイスランド
- トヴェリ、ロシア
- Püspökladány、ハンガリー
- トルン、ポーランド
- ウプサラ、スウェーデン
- タルトゥ、エストニア

## スポーツ
- FCハメーンリンナ：サッカー、ウッコネン（国内2部リーグ)所属
- HPK：アイスホッケー、SMリーガ所属
- 1952年のヘルシンキオリンピックでは近代五種競技の会場となった。